# Anna Henryka Pustowójtówna
Anna Henryka Pustowójtówna (Stare Wierzchowiska, 1838 – Paris, 1881)  foi uma ativista e soldada polaca, reconhecida por sua participação na Revolta de Janeiro.
Ela foi filha de uma nobra polaca, Marianna Kossakowski, e de um oficial russo, Teofil Pustaya, de origem húngara. Mais tarde ele se tornou um general. Após ela atender uma escola em Lublin, ela ingressou em uma finishing school em Puławy. Apesar de seu parentesco misturado, ela considerava a si mesma como polaca. Aos vinte anos ela foi presa em 1861 por desobediência civil (ela cantou hinos religiosos em público). Ela foi detida em um convento ortodoxo na Rússia, mas escapou. Ela foi para Moldávia, onde se juntou com guerrilheiros polacos.
Ela se tornou uma ativista pela independência da Polônia e lutou na Revolta de Janeiro como assistente do comandante Marian Langiewicz. Ela se disfarçou de homem para poder combater.
Ela foi capturada e presa por autoridades austríacas e depois que foi solta se mudou primeiramente para Praga, depois para a Suíça e por último para Paris, onde ela atuou como enfermeira na Comuna de Paris em 1870. Em 1873 ela se casou com o médico Dr. Loewenhardt, o qual ela tinha conhecido durante as revolta na Polônia. Eles tiveram quatros filhos. Após a morte de sua cunhada, ela ficou com a guarda de duas crianças órfãs. Ela morreu enquanto dormia em Paris.